# Архиепархия Сальты
Архиепархия Сальты (лат. Arcidiocesi di Salta) — архиепархия Римско-Католической церкви с центром в городе Сальта, Аргентина. В митрополию Сальты входят епархии Жужуя, Катамарки, Орана, территориальные прелатуры Кафайяте, Умауаки. Кафедральным собором архиепархии Сальты является церковь Пресвятой Девы Марии.

## История
28 марта 1806 года Римский папа Пий VII выпустил буллу «Regalium Principum», которой епархию Сальты, выделив её из епархии Сантьяго-де-Чили (сегодня — Архиепархия Сантьяго-де-Чили) и епархии Кордовы (сегодня — Архиепархия Кордовы). В этот же день епархия Сальты вошла в митрополию Ла-Плата-о-Чаркаса.
5 марта 1865 года епархия Сальты вошла в митрополию Буэнос-Айреса.
5 февраля 1897 года и 21 января 1910 года епархия Сальты передала часть своей территории для образования новых епархий Тукумана (сегодня — Архиепархия Тукумана) и Катамарки.
20 апреля 1934 года римский папа Пий XI издал буллу «Nobilis Argentinae», которой передал часть территории епархии Сальты новой епархии Жужуя и возвёл её в ранг архиепархии.
10 апреля 1961 года и 8 сентября 1969 года архиепархия Сальты передала часть своей территории для образования новых епархии Орана и территориальной прелатуры Кафайяте.

## Ординарии архиепархии
- епископ Nicolás Videla del Pino (23.03.1807 — 17.03.1819);
- епископ José Eusebio Colombres (23.12.1858 — 11.02.1859);
- епископ Buenaventura Rizo Patrón O.F.M. (13.07.1860 — 13.11.1884);
- епископ Pablo Padilla y Bárcena (19.01.1893 — 16.01.1898), назначен епископом Тукумана;
- епископ Matías Linares y Sanzetenea (16.01.1898 — 21.04.1914);
- епископ José Calixto Gregorio Romero y Juárez (29.10.1914 — 17.08.1919);
- архиепископ Julio Campero y Aráoz (11.06.1923 — 22.06.1934);
- архиепископ Roberto José Tavella S.D.B. (20.09.1934 — 21.05.1963);
- архиепископ Carlos Mariano Pérez Eslava S.D.B. (26.12.1963 — 7.01.1984);
- архиепископ Моисес Хулио Бланшу (7.01.1984 — 6.08.1999);
- архиепископ Mario Antonio Cargnello (6.09.1999 — по настоящее время).

## Источник
- Annuario Pontificio, Libreria Editrice Vaticana, Città del Vaticano, 2003, ISBN 88-209-7422-3
- Булла Regalium principum, Bullarii romani continuatio, Tomo XIII, Romae 1847, стр. 2-5  (лат.)
- Булла Nobilis Argentinae nationis Архивная копия от 5 октября 2018 на Wayback Machine, AAS 27 (1935), стр. 257  (лат.)